# Apeadeiro de Poço Barreto
O Apeadeiro de Poço Barreto é uma infra-estrutura da Linha do Algarve, que serve a localidade de Poço Barreto, no concelho de Silves, em Portugal.

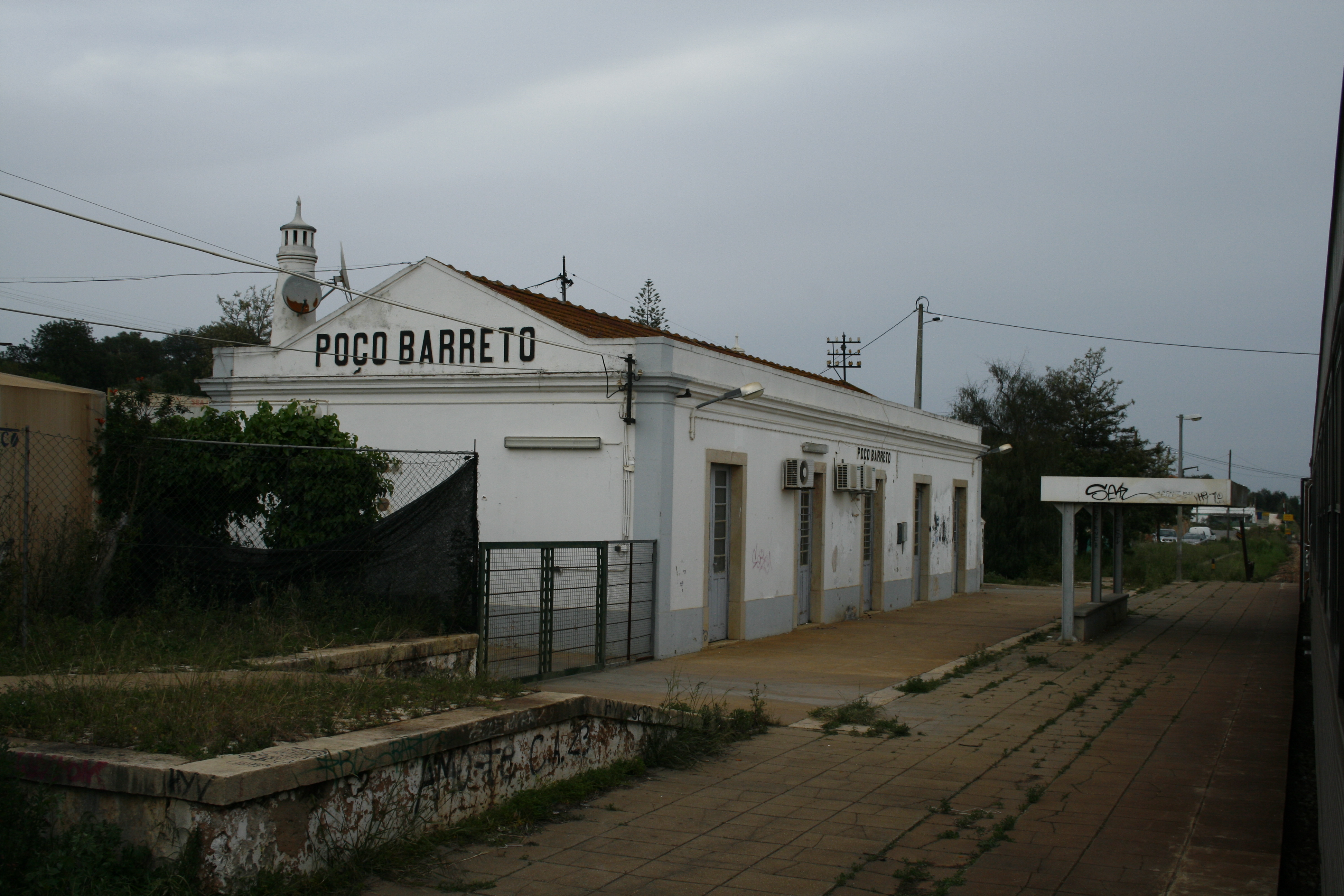
Apeadeiro de Poço Barreto, em 2010.

## Descrição

### Localização e acessos
Esta interface situa-se no limite sul do aglomerado populacional da localidade nominal, servida pela EN269.[carece de fontes?]

### Infraestrutura
Como apeadeiro em linha em via única, esta interface tem uma só plataforma, que tem 102 m de comprimento e 76 cm de altura. O edifício de passageiros situa-se do lado norte da via (lado esquerdo do sentido ascendente, a Vila Real de Santo António).

### Serviços
Em dados de 2023, esta interface é servida por comboios de passageiros da C.P. de tipo regional tipicamente com sete circulações diárias de Lagos a Faro e oito no sentido inverso.

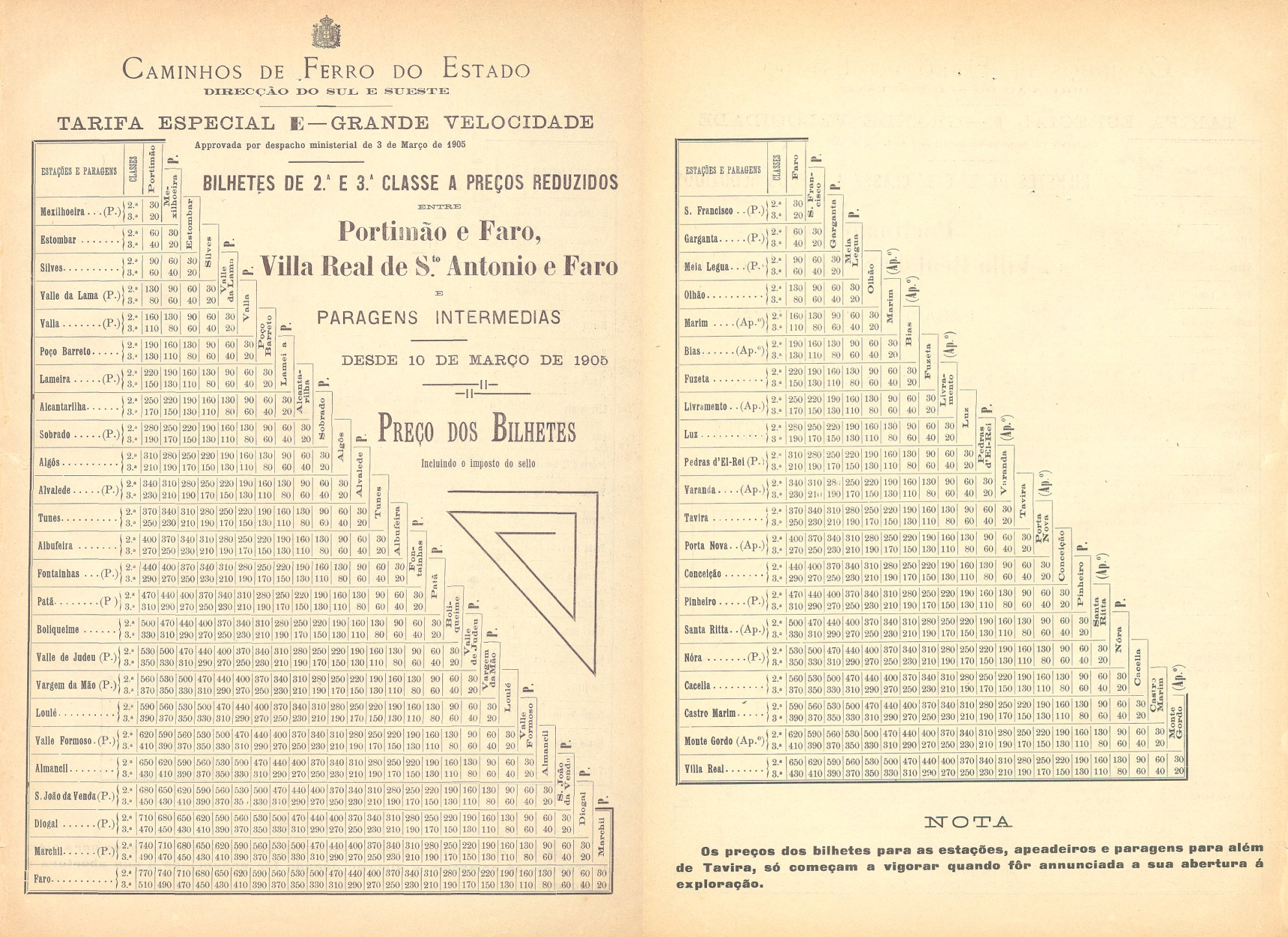
Aviso de 1905, onde esta gare surge com a categoria de estação.

## História
A Gazeta dos Caminhos de Ferro de 1 de Fevereiro de 1900 noticiou que estavam a avançar com regularidade os trabalhos no ramal entre Tunes e a estação original de Portimão, prevendo-se para breve a abertura do lanço até Poço Barreto. Com efeito, o tramo entre Algoz e Poço Barreto entrou ao serviço no dia 19 de Março desse ano, tendo sido organizado um comboio especial a partir de Faro para a inauguração. Foi o terminal provisório do ramal até 1 de Fevereiro de 1902, quando abriu o lanço até Silves. Nesta época possuía a categoria de estação, embora não tivesse muita importância, sendo principalmente considerada uma gare intermédia.
Poço Barreto foi mais tarde despromovida à categoria de apeadeiro, que detinha já em 1985.